# Liste de films tournés dans le département de la Corrèze
Un certain nombre d'œuvres cinématographiques et télévisuelles ont été tournés dans le département de la Corrèze.
Voici une liste à compléter de films, téléfilms, feuilletons télévisés, films documentaires… tournés dans le département de la Corrèze, classés par commune, lieu de tournage et date de diffusion.

## Lieux à déterminer
- 1919 : Haceldama ou le Prix du sang de Julien Duvivier
- 1977 : Les Duellistes de Ridley Scott
- 2005 : Celle qui reste téléfilm de Virginie Sauveur
- 2007 : La Tempête téléfilm de Bertrand Arthuys
- 2009 : Barbe Bleue téléfilm de Catherine Breillat

- Haut – A
- B
- C
- D
- E
- F
- G
- H
- I
- J
- K
- L
- M
- N
- O
- P
- Q
- R
- S
- T
- U
- V
- W
- X
- Y
- Z

## A
- Haut – A
- B
- C
- D
- E
- F
- G
- H
- I
- J
- K
- L
- M
- N
- O
- P
- Q
- R
- S
- T
- U
- V
- W
- X
- Y
- Z

- Allassac

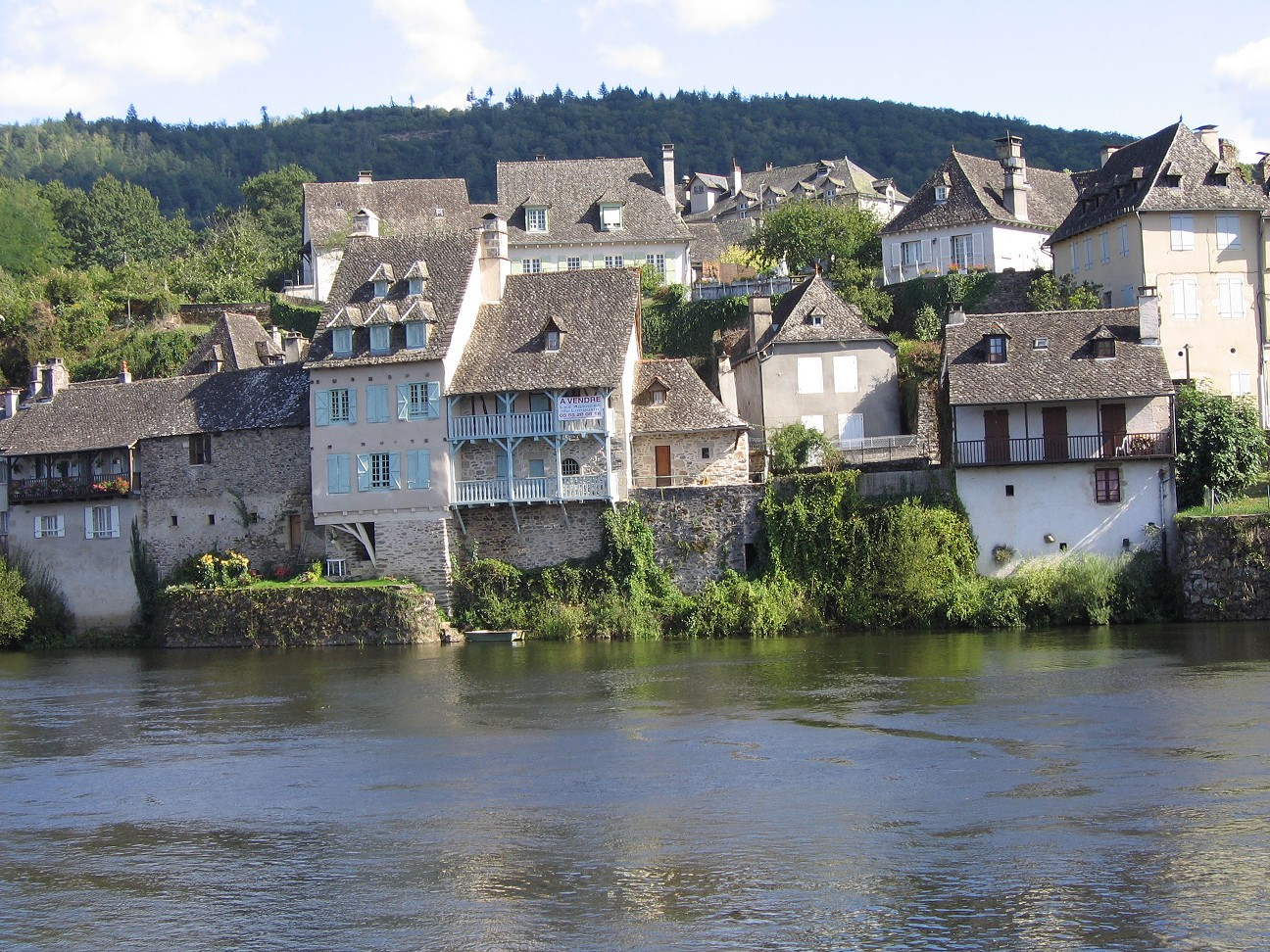
Argentat.

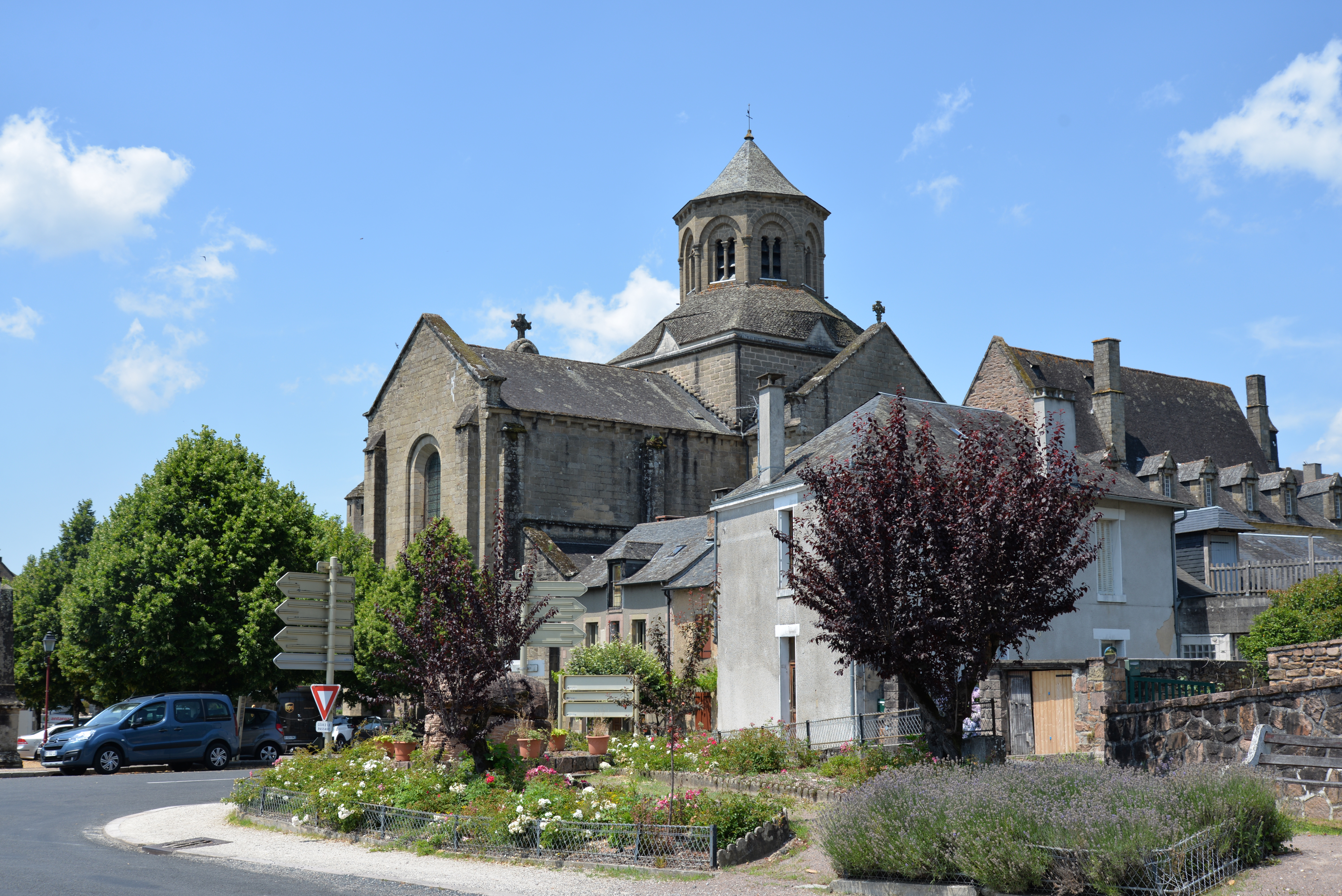
Abbaye d'Aubazine.

  - 1962 : Le Chevalier de Pardaillan de Bernard Borderie (pont du Saillant)[1]

- Argentat
  - 1995 : Série TV La Rivière Espérance de Josée Dayan
  - 2019 : Meurtres en Corrèze téléfilm d'Adeline Darraux

- Aubazine
  - 2015 : Le Chant du merle de Frédéric Pelle
  - 2019 : Meurtres en Corrèze téléfilm d'Adeline Darraux (Abbaye d'Aubazine)

## B
- Haut – A
- B
- C
- D
- E
- F
- G
- H
- I
- J
- K
- L
- M
- N
- O
- P
- Q
- R
- S
- T
- U
- V
- W
- X
- Y
- Z

- Brive-la-Gaillarde
  - 1947 : Plume la poule de Walter Kapps
  - 2012 : Les Saveurs du palais de Christian Vincent
  - 2013 : La Grande Boucle de Laurent Tuel[2]
  - 2019 : Le Choix impossible de Patrick Seraudie
  - 2019 : Meurtres en Corrèze téléfilm d'Adeline Darraux
  - 2019 : Adolescentes de Sébastien Lifshitz
  - 2021 :  Capitaine Marleau Saison 4 , Épisode 2 : Deux vies série télévisée de Josée Dayan[3]

## C
- Haut – A
- B
- C
- D
- E
- F
- G
- H
- I
- J
- K
- L
- M
- N
- O
- P
- Q
- R
- S
- T
- U
- V
- W
- X
- Y
- Z

- Collonges-la-Rouge :

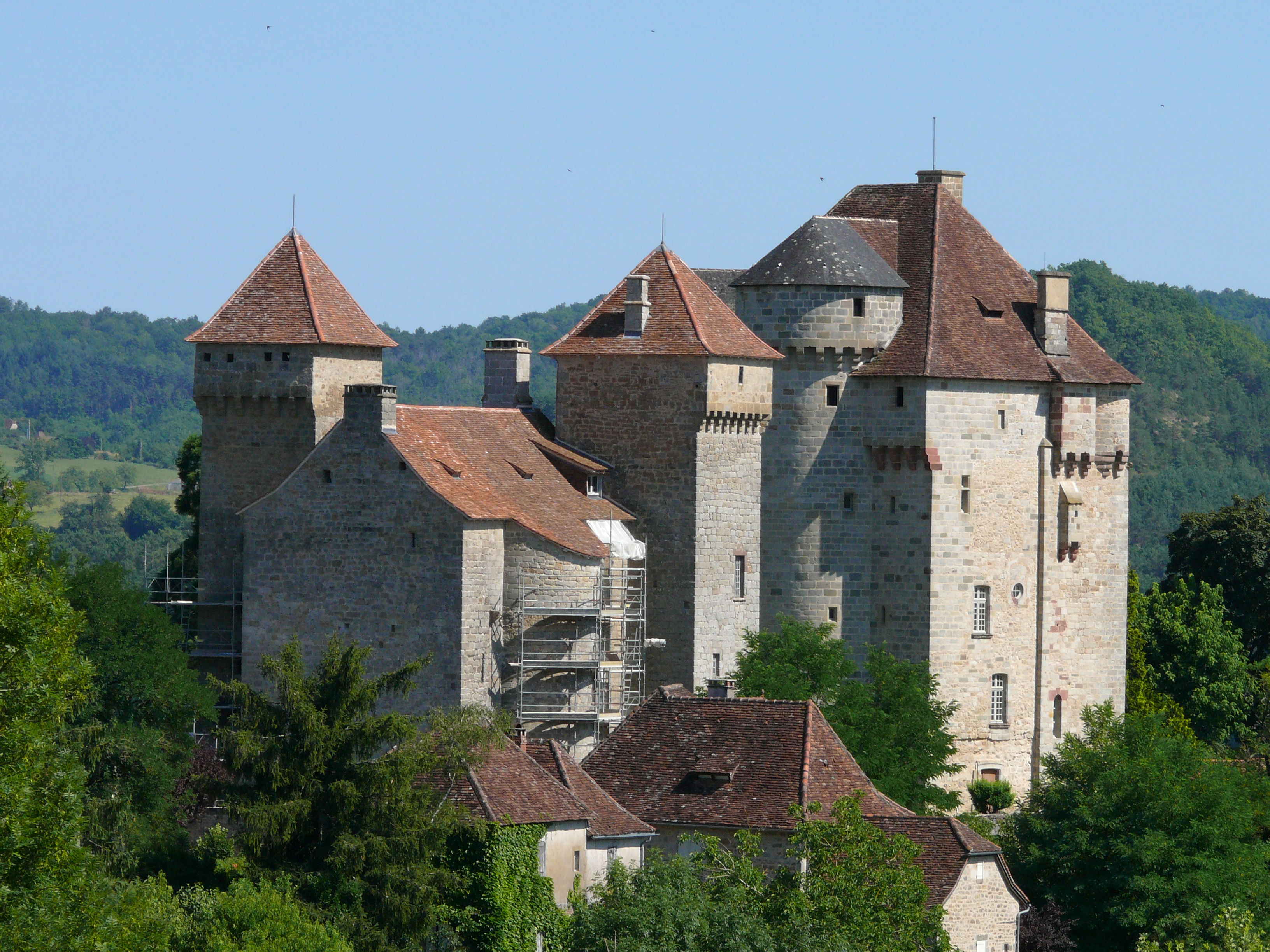
Châteaux de Plas et de Saint-Hilaire à Curemonte.

  - 1929 : Le Capitaine Fracasse d'Alberto Cavalcanti[4]
  - 1932 : Poil de Carotte de Julien Duvivier[5]
  - 1962 : Le Chevalier de Pardaillan de Bernard Borderie

- Cublac :
  - 1990 : Les Enfants de Lascaux de Maurice Bunio

- Curemonte :
  - 1996 : L'Orange de Noël de Jean Louis Lorenzi[6]
  - 2005 : Le Bal des célibataires de Jean Louis Lorenzi

## D
- Haut – A
- B
- C
- D
- E
- F
- G
- H
- I
- J
- K
- L
- M
- N
- O
- P
- Q
- R
- S
- T
- U
- V
- W
- X
- Y
- Z

- Donzenac :
  - 2019 : Meurtres en Corrèze téléfilm  d'Adeline Darraux (pans de Travassac)
  - 2021 :  Capitaine Marleau Saison 4 , Épisode 2 : Deux vies série télévisée de Josée Dayan

## E
- Haut – A
- B
- C
- D
- E
- F
- G
- H
- I
- J
- K
- L
- M
- N
- O
- P
- Q
- R
- S
- T
- U
- V
- W
- X
- Y
- Z

- Égletons :
  - 1999 : Peau neuve d'Émilie Deleuze

- Espartignac
  - 1932 : Poil de Carotte de Julien Duvivier

## L
- Haut – A
- B
- C
- D
- E
- F
- G
- H
- I
- J
- K
- L
- M
- N
- O
- P
- Q
- R
- S
- T
- U
- V
- W
- X
- Y
- Z

- Lubersac
  - 1947 : Plume la poule de Walter Kapps
  - 2019 : Meurtres en Corrèze téléfilm  d'Adeline Darraux

## M
- Haut – A
- B
- C
- D
- E
- F
- G
- H
- I
- J
- K
- L
- M
- N
- O
- P
- Q
- R
- S
- T
- U
- V
- W
- X
- Y
- Z

- Marcillac-la-Croisille :
  - 2006 : Lady Chatterley de Pascale Ferran[7]

- Meyrignac-l'Église :
  - 1987 : Le Moine et la Sorcière de Suzanne Schiffman

## N
- Haut – A
- B
- C
- D
- E
- F
- G
- H
- I
- J
- K
- L
- M
- N
- O
- P
- Q
- R
- S
- T
- U
- V
- W
- X
- Y
- Z

- Naves
  - 2021 :  Capitaine Marleau Saison 4 , Épisode 2 : Deux vies série télévisée de Josée Dayan

- Neuvic :
  - 1999 : Les Amants criminels de François Ozon

## P
- Haut – A
- B
- C
- D
- E
- F
- G
- H
- I
- J
- K
- L
- M
- N
- O
- P
- Q
- R
- S
- T
- U
- V
- W
- X
- Y
- Z

- Perpezac-le-Blanc :
  - 1984 : Série Des grives aux loups de Philippe Monnier

## S
- Haut – A
- B
- C
- D
- E
- F
- G
- H
- I
- J
- K
- L
- M
- N
- O
- P
- Q
- R
- S
- T
- U
- V
- W
- X
- Y
- Z

- Saint-Augustin : 
  - 1987 : Le Moine et la Sorcière de Suzanne Schiffman

- Saint-Hilaire-Peyroux :
  - 1985 : Le siècle venait de naître, documentaire sur les pratiques et traditions populaires
  - 1987 : Les Blés d'or, documentaire sur les pratiques et traditions populaires

- Saint-Martin-Sepert :
  - 2019 : Meurtres en Corrèze téléfilm  d'Adeline Darraux

- Saint-Robert :
  - 1984 : Feuilleton TV Des grives aux loups de Philippe Monnier

- Segonzac : 
  - 1991 : La Note bleue de Andrzej Żuławski[8]

- Ségur-le-Château
  - 1947 : Plume la poule de Walter Kapps

- Soursac :
  - 1942 : Lumière d'été de Jean Grémillon[9],[10]

## T
- Haut – A
- B
- C
- D
- E
- F
- G
- H
- I
- J
- K
- L
- M
- N
- O
- P
- Q
- R
- S
- T
- U
- V
- W
- X
- Y
- Z

- Tulle :
  - 2019 : Meurtres en Corrèze téléfilm  d'Adeline Darraux

- Tarnac : 
  - 2008 : Les Vœux court métrage de Lucie Borleteau

- Turenne : 
  - 2007 : Épuration téléfilm de Jean-Louis Lorenzi
  - 2007 : La Tempête téléfilm de Bertrand Arthuys

## U
- Haut – A
- B
- C
- D
- E
- F
- G
- H
- I
- J
- K
- L
- M
- N
- O
- P
- Q
- R
- S
- T
- U
- V
- W
- X
- Y
- Z

- Uzerche :
  - 1933 : Knock de Roger Goupillières et Louis Jouvet
  - 2019 : Meurtres en Corrèze téléfilm d'Adeline Darraux
  - 2017 :  série télévisée Capitaine Marleau, saison 2, épisode 2 : La Mémoire enfouie de Josée Dayan[11],[12]
  - 2021 :  Capitaine Marleau Saison 4 , Épisode 2 : Deux vies série télévisée de Josée Dayan[13]

## V
- Haut – A
- B
- C
- D
- E
- F
- G
- H
- I
- J
- K
- L
- M
- N
- O
- P
- Q
- R
- S
- T
- U
- V
- W
- X
- Y
- Z

- Voutezac

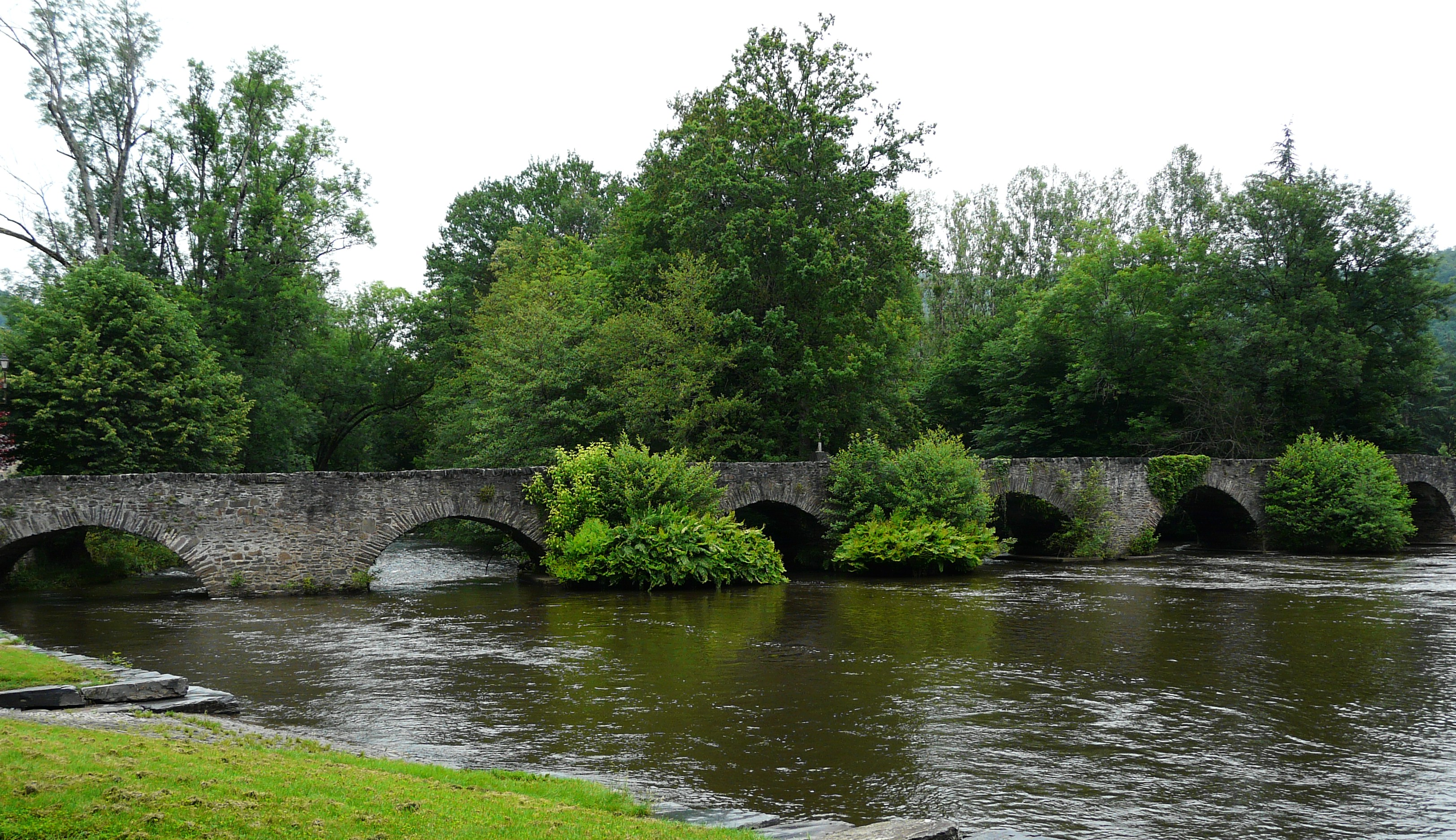
Le pont du Saillant à Voutezac-Allassac vu de la rive droite.

  - 1962 : Le Chevalier de Pardaillan de Bernard Borderie (pont du Saillant)[1]